# المنبهة (المعافر)

تعديل مصدري - تعديل

المنبهه هي إحدى قرى مديرية المعافر بمحافظة تعز اليمنية، بلغ تعداد سكانها 1285 نسمة حسب التعداد السكاني في اليمن في 2004.